# Impuesto sobre las ventas y uso
El IVU, Impuesto sobre las ventas y uso, es un impuesto fijado sobre toda transacción de ventas al detal, uso, consumo o almacenamiento de una partida tributable en Puerto Rico.

## Historia
Fluctuaba entre un 5.5% hasta un 7% , ya que no todas las municipalidades de Puerto Rico tenían el mismo valor, lo cual causó protestas por parte de grupos que exigían uniformidad en este aspecto. El 1 de agosto de 2007, siendo gobernador Aníbal Acevedo Vilá, el 7% fue establecido como tasa única en todo el país. Se divide en un 1.5% de impuesto municipal y un 5.5% estatal. El gobernador Alejandro García Padilla lo aumentó a un 11.5% 10.5% de impuest estatal y 1.0% de impuesto municipal. 
Fue uno de los cambios más importantes generados por la Ley de Justicia Contributiva, sustituyendo al sistema de arbitrios por el IVU.
- Datos: Q65408